# أندرو برانتلي
أندرو برانتلي (بالإنجليزية: Scot Brantley)‏ هو لاعب كرة قدم أمريكية أمريكي، ولد في 24 فبراير 1958 في تشيستر في الولايات المتحدة.

## وصلات خارجية
- أندرو برانتلي على موقع مرجع كرة القدم المحترفة.كوم (الإنجليزية)
- أندرو برانتلي على موقع قاعة فلوريدا للمشاهير الرياضية (الإنجليزية)